# 銅川路
銅川路是中華人民共和國上海市普陀區和嘉定區的一條東西走向道路，其西起定邊路，東至嵐皋路，建於1978年至1990年間。1996年10月，新长征集团晋园实业有限公司在銅川路曹楊路口建立铜川路水产市场，該市場曾經為上海市最大的水产市场。1997年銅川路延伸至嘉定區。2000年，铜川路的曹杨路段至静宁路段拓寬。2016年10月31日，铜川路水产市场關閉。